# Chatham, Virginia
Chatham är administrativ huvudort i Pittsylvania County i Virginia. Ortnamnet hedrar politikern William Pitt, 1:e earl av Chatham. Vid 2010 års folkräkning hade Chatham 1 269 invånare. Den nuvarande domstolsbyggnaden i Chatham byggdes 1989–1991.